# 83型駆逐艦
83型駆逐艦（Type 83 destroyer）は、イギリス海軍が現行の45型駆逐艦を更新するために提案した構想段階のミサイル駆逐艦である。
イギリス政府はEU離脱後の安全保障に関する統合レビューである「Global Britain in a competitive age」を2021年3月16日に公表し、これに続いて3月22日に国防省が具体的なイギリス軍の長期計画をまとめた「Defence in a Competitive Age」を発表した。
この中で、水上艦に関する戦略的かつ長期的な開発事項の一つとして、「構想・評価段階にある新しい83型駆逐艦によって、2030年代後半に45型駆逐艦を更新し始める」とされた。